# Jozefina Topalli
Jozefina Topalli z d. Çoba (ur. 26 listopada 1963 w Szkodrze) – albańska polityk, w latach 2005–2013 przewodnicząca parlamentu albańskiego.

## Życiorys
Ukończyła studia matematyczne i prawnicze na Uniwersytecie Tirańskim, a następnie studia podyplomowe z zakresu stosunków międzynarodowych na uniwersytecie w Padwie. Po studiach podjęła pracę w Instytucie Upraw Kukurydzy w Szkodrze, a potem w miejscowej Izbie Handlowej. W latach 1995–1996 wykładała na uniwersytecie im. Luigji Gurakuqiego w Szkodrze. W latach 90. wstąpiła do Demokratycznej Partii Albanii, awansując w 2000 na stanowisko wiceprzewodniczącej partii.
W wyborach 1996 po raz pierwszy zdobyła mandat deputowanej do Zgromadzenia Albanii, pracując w komisji prawa i zagadnień konstytucyjnych. We wrześniu 2005 wybrana przewodniczącą parlamentu. Było to najwyższe stanowisko polityczne w państwie, jakie kiedykolwiek zajmowała w Albanii kobieta.
Po wyborach 2009 została ponownie wybrana na przewodniczącą parlamentu. Wybory parlamentarne w 2013 przyniosły jej kolejny mandat deputowanej, ale po porażce swojej partii utraciła stanowisko przewodniczącej parlamentu, straciła też pozycję jednej z najbardziej wpływowych postaci w Demokratycznej Partii Albanii. W 2017 z uwagi na krytykę Lulzima Bashy, przywódcy partii nie została umieszczona na liście kandydatów do parlamentu. W kwietniu 2022 zdecydowała się na powrót w szeregi partii.
Dwukrotnie odwiedziła Polskę: 13–14 marca 2007, a następnie w dniach 7–8 czerwca 2011. W 2010 została wyróżniona nagrodą Mediterranean Award za działania na rzecz pokoju.
Jest mężatką (mąż Tonin), ma dwoje dzieci (syna Genariego i córkę Megi).

## Wywiady
- Kosowo może być tylko niepodległe, rozm. Agnieszka Skieterska, Gazeta Wyborcza 21 III 2007.